# Greenwoodochromis bellcrossi
Greenwoodochromis bellcrossi là một loài cá thuộc họ Cichlidae. is đặc hữu của the deep waters of Lake Tanganyika, East Africa.